# 浮若閣摩爾別墅
浮若閣摩爾別墅（英語：Frogmore Cottage）是英國溫莎家庭公園內浮若閣摩爾莊園中歷史悠久的二級登錄建築。其建於1801年，由夏洛特皇后籌建，地處浮若閣摩爾宮附近的花園中，為英國皇家財產局所擁有。

## 歷史
這座別墅最初被稱為雙人花園小屋，並在1801年由夏洛特皇后出資450英鎊給鮑恩先生建造的。維多利亞女皇於1875年6月28日在別墅裡吃了早餐，她並自注發現當地有「相當多的小青蛙」，讓她「非常噁心」。自1975年10月以來，這座別墅已被列為英國國家遺產名錄。儘管如此，該名錄也只是提供了很少的歷史資料：「早期的C19普通2層樓高的帶欄杆的房子。中間有門廊。玻璃窗框。飾有灰泥飾面。」

## 房客
這座別墅是喬治三世的皇后夏洛特皇后和她的未婚女兒們隱居之所。神學家老亨利·詹姆斯和他的家人在1840年代住在別墅裡。維多利亞女皇的私人侍從阿卜杜勒·卡里姆在1897年與妻子和父親一起搬到了浮若閣摩爾別墅。謝妮亞·亞歷山德羅芙娜女大公自1920年代俄國革命後，從她的家鄉俄羅斯流放便在浮若閣摩爾別墅暫住一段時間。
在21世紀初期，這棟小屋由五個獨立的單元組成，分別容納了溫莎莊園的工人。在2019年，這所房子被改建為具四間居室和育兒室的單戶住宅，據報導，由女皇撥款提供240萬英鎊改建費用，用於修適士公爵哈里王子和修適士公爵夫人美瑾為其兒子阿奇·蒙巴頓-溫莎2019年5月出生之前事先準備 。作為國家皇家宮殿和指定登錄建築，浮若閣摩爾別墅始終計劃進行翻新，無論佔用者為何 。然而，在2020年1月公爵和公爵夫人宣布打算辭去皇室高級職位並遷居北美之後，他們「希望償還用於翻新浮若閣摩爾別墅的女皇撥款支出」。據報導，這筆款項已在同年9月由公爵全額支付。
據報導，尤金妮公主和她的丈夫傑克·布魯斯班克於2020年11月在浮若閣摩爾居住。這對夫婦目前與兒子一起住在別墅裡。